# Nelo dolopia
Nelo dolopia är en fjärilsart som beskrevs av Druce 1907. Nelo dolopia ingår i släktet Nelo och familjen mätare. Inga underarter finns listade i Catalogue of Life.